# Wilbert Awdry
Wilbert Vere Awdry (Romsey, 15 giugno 1911 – Rodborough, 21 marzo 1997) è stato uno scrittore e presbitero britannico, ministro della chiesa anglicana e autore di romanzi per l'infanzia e l'adolescenza.

## Biografia
Nacque a Romsey, nell'Hampshire, il 15 giugno 1911. Suo padre era Vere Awdry (1854–1928), vicario anglicano di Ampfield, e sua madre era Lucy Awdry (nata Bury; 1884–1965). Quando Wilbert nacque, sua madre Lucy Awdry descrisse il suo neonato come un "bambino basso (perfettamente formato) ma che aveva lunghe dita delle mani e dei piedi, una 'faccia da topo' (con il mento e le orecchie degli Awdry) e una voce forte e persistente". Il nonno era il giudice John Wither Awdry e un suo zio paterno era il vescovo William Awdry. Il fratello più piccolo di Wilbert, George, nacque nel 1916 e morì nel 1994.

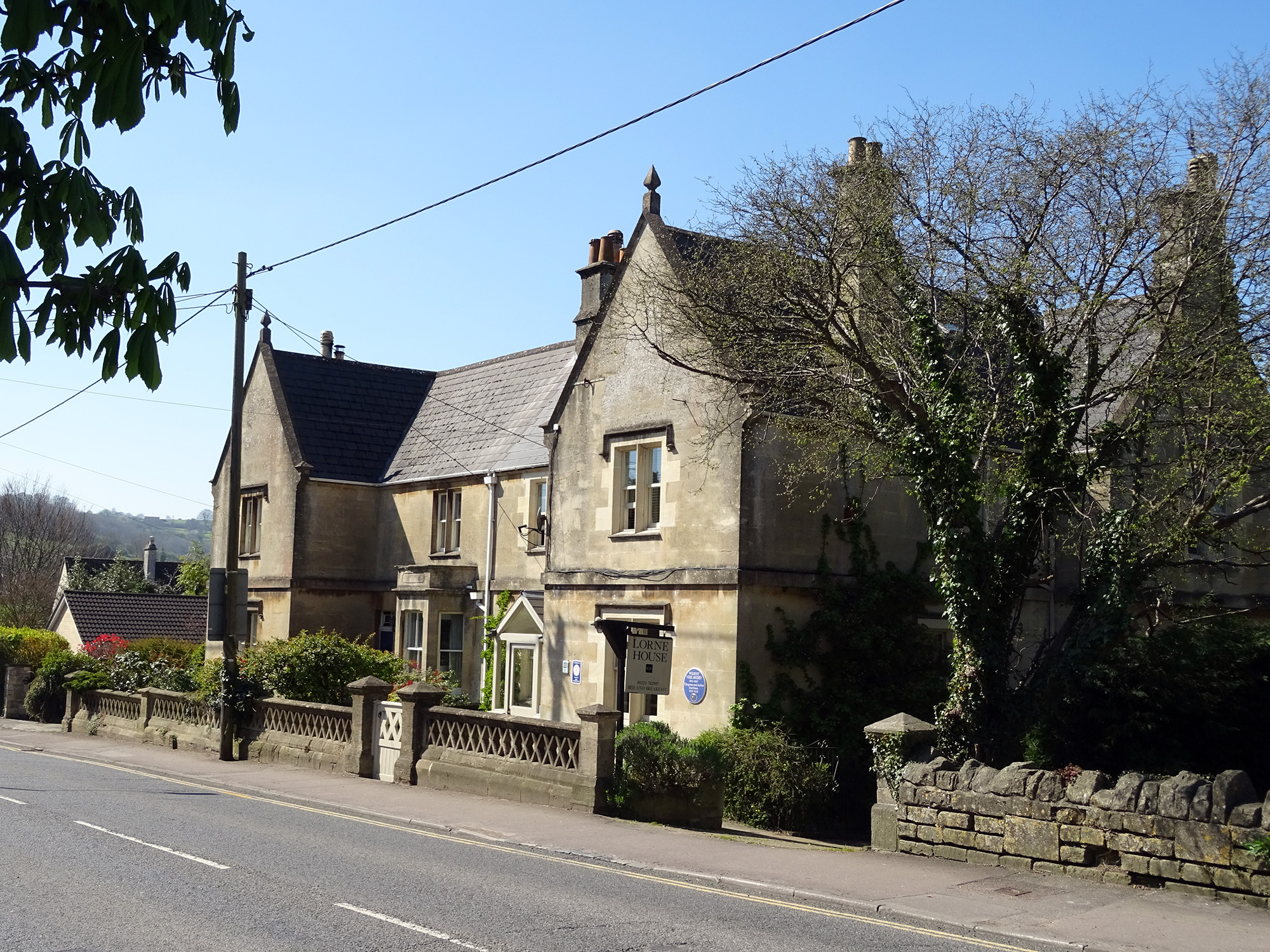
"Journey's End", la casa di famiglia degli Awdry dal 1920 al 1928

La famiglia Awdry si trasferì a Box, nel Wiltshire, nel 1917. Si trasferirono di nuovo, anche se ancora a Box, nel 1919, e successivamente nel 1920, quando si stabilirono in una casa chiamata "Journey's End", che rimase la casa di famiglia fino al 1928.
La casa degli Awdry distava solo 180 m dal Box Tunnel, la celebre galleria della Great Western Railway progettata da Isambard Kingdom Brunel, dove la linea principale sale con una pendenza di 1 su 100 per 3,2 km. Una locomotiva di spinta era parcheggiata vicino alla galleria, e veniva utilizzata per aiutare le locomotive a portare i treni in cima alla collina. I treni passavano soprattutto di notte; il giovane Wilbert poteva sentirli dal suo letto, ed ascoltava i rumori prodotti dalla locomotive. "Ci voleva poca immaginazione", scrisse, "per sentire, nei suoni prodotti dalla locomotiva a capo del treno e quella di spinta, cosa si dicevano." Queste esperienze lo ispirarono alla creazione della storia della locomotiva Edward che aiutava la locomotiva Gordon a salire sulla collina, che Awdry raccontò al figlio Christopher circa 25 anni dopo, e che fu inclusa nel primo libro di The Railway Series.
Awdry conseguì un Bachelor of Arts nel 1932, al St Peter's College di Oxford, e si diplomò in teologia nel 1933 a Wycliffe Hall. Dal 1933 al 1936 insegnò alla St George's School di Gerusalemme, nell'allora Palestina mandataria. Nel 1936 fu ordinato diacono della Chiesa d'Inghilterra, e successivamente ordinato sacerdote. Nel 1938 sposò Margaret Emily Wale (1912-1989). Ebbe 3 figli: Christopher Awdry nel 1940, che proseguì il lavoro di alcune creazioni artistiche del padre una volta deceduto, Veronica Chambers nel 1941 e Hilary Fortnam nel 1946.
Nel 1940, accettò l'incarico di curato alla chiesa di San Nicola, a Kings Norton, dove visse fino al 1946. Successivamente si trasferì nel Cambridgeshire, dove fu rettore delle chiese di Elsworth e Knapwell (dal 1946 al 1950), decano rurale di Bourn (dal 1950 al 1953), e vicario di Emneth, nella contea di Norfolk (dal 1953 al 1965). Si ritirò da ministro a tempo pieno nel 1965, e si trasferì a Rodborough, nel Gloucestershire.
L'idea per la famosa serie di libri The Railway Series venne a Wilbert quando il suo figlio prese il morbillo nel 1942, perché lui e sua moglie raccontavano a Christopher filastrocche, e la filastrocca preferita si chiamava Down at The Station. Wilbert disegnò le locomotive che erano nominate nella filastrocca e Christopher diede un nome a tutti i treni. Da questi disegni, Wilbert prese spunto per scrivere le sue storie. Dopo aver scritto le prime storie, Awdry realizzò anche alcuni modellini con pezzi di legno ricavato da tronchi e da una vecchia scopa, tra cui un modellino di Edward. La moglie Margaret insisteva che il marito avrebbe dovuto pubblicare le sue storie, anche se non era l'intenzione del reverendo. Alla fine, Margaret contattò un agente della Edmund Ward Ltd., storica casa editrice inglese, che accettò la pubblicazione dei libri.
Il primo libro, chiamato The Three Railway Engines, venne pubblicato nel 1945, ed ebbe, seppur non immediatamente, un buon successo. In tutto lui pubblicò, della serie Railway Series, 26 libri. In seguito, la serie venne continuata dal figlio Christopher. 

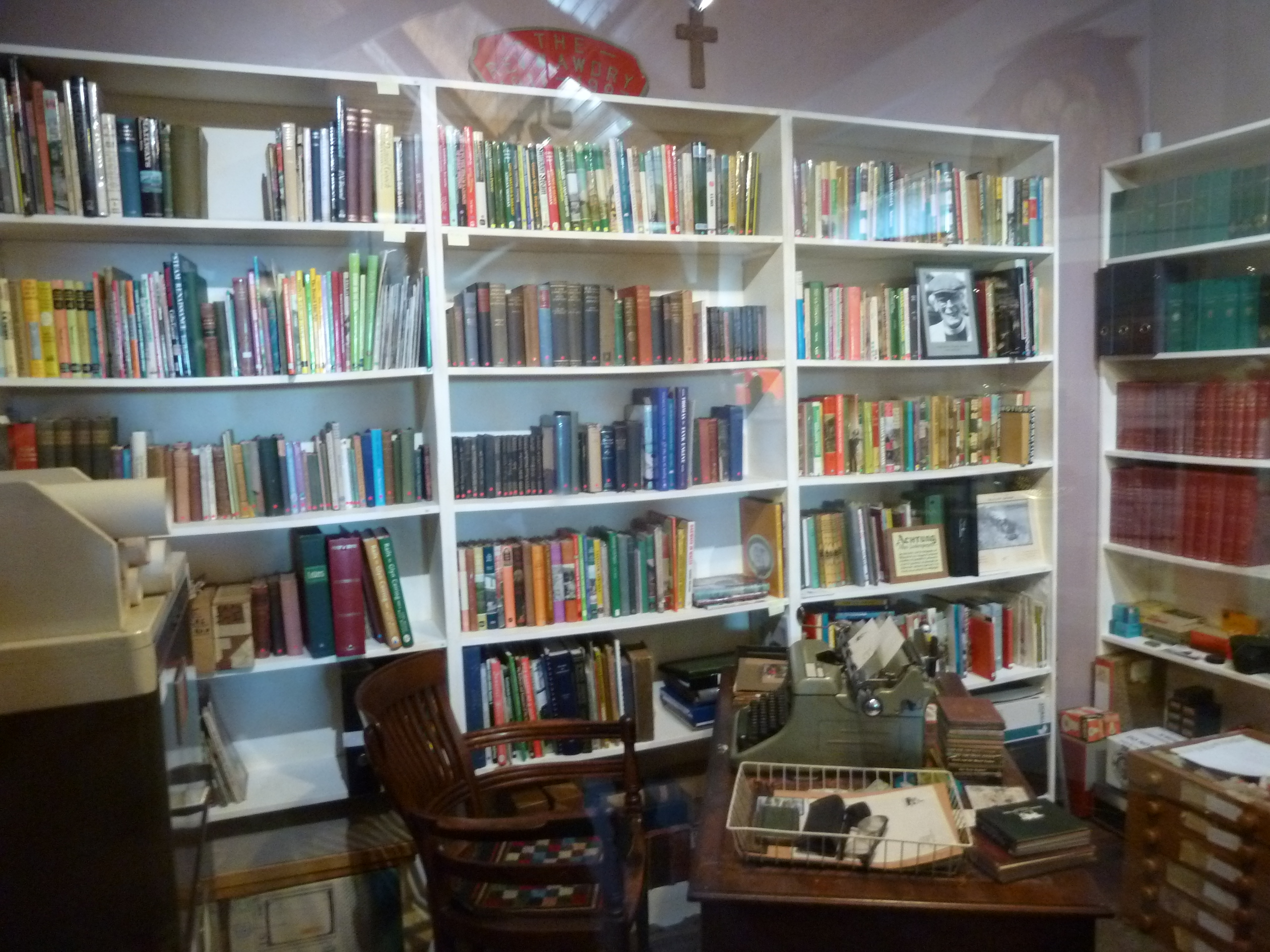
Lo studio di Wilbert Awdry sulla Talyllyn Railway, ora conservato e parte del Narrow Gauge Railway Museum

Nel 1952, diventò volontario alla Talyllyn Railway, nel Galles, dove lavorò come capotreno. La Talyllyn Railway ispirò il reverendo per la creazione della ferrovia a scartamento ridotto dell'isola di Sodor, la Skarloey Railway.
Venne riconosciuto come Ufficiale dell'Impero Britannico per i suoi meriti letterari nel 1996. Morì l'anno dopo a 85 anni. Dopo la morte, venne dato il suo nome ad una locomotiva poiché fu tra l'altro l'inventore de Il trenino Thomas.
Awdry non ottenne successo solo grazie alla sua famosa serie: durante la sua vita scrisse anche molti altri romanzi, come Belinda the Beetle non pubblicato in Italia, la storia di una macchina rossa, un Volkswagen Maggiolino degli anni ‘60.

### Morte
Awdry morì di vecchiaia il 21 marzo 1997 nella sua casa a Rodborough, nel distretto di Stroud, nel Gloucestershire, all'età di 85 anni.